# Mariä Himmelfahrt (Kirchdorf am Inn)

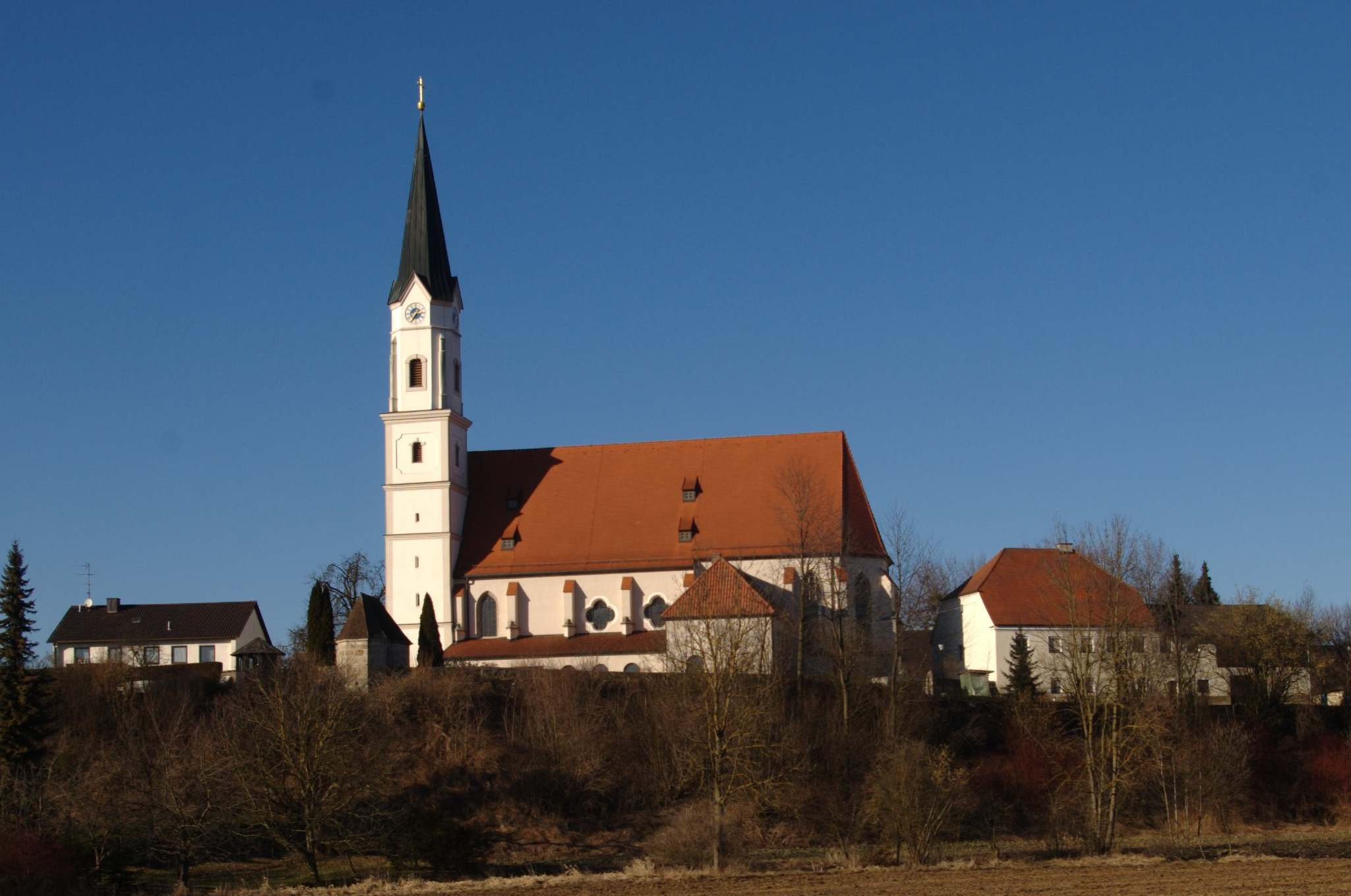
Mariä Himmelfahrt (Kirchdorf am Inn)

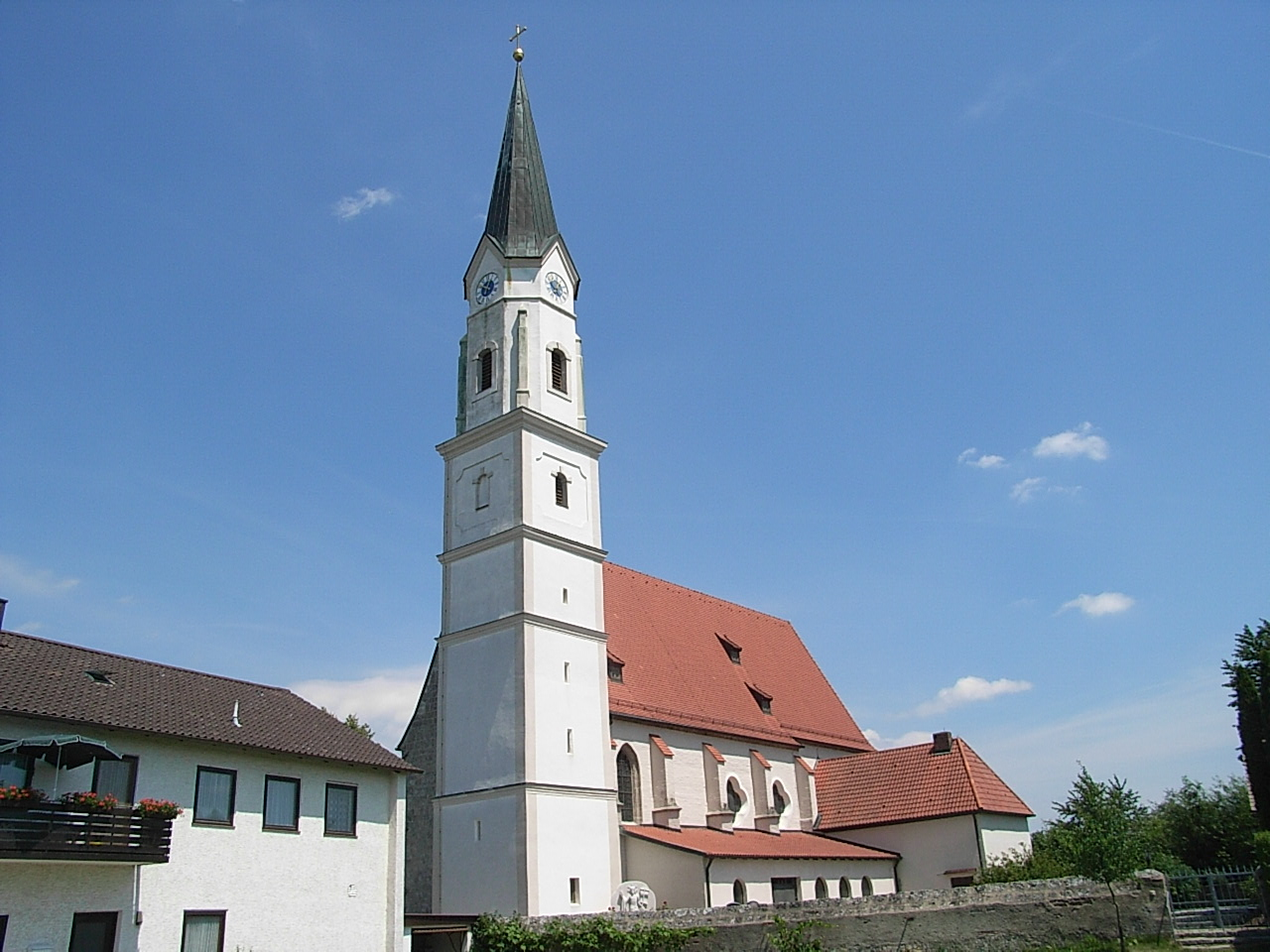
Südwestansicht

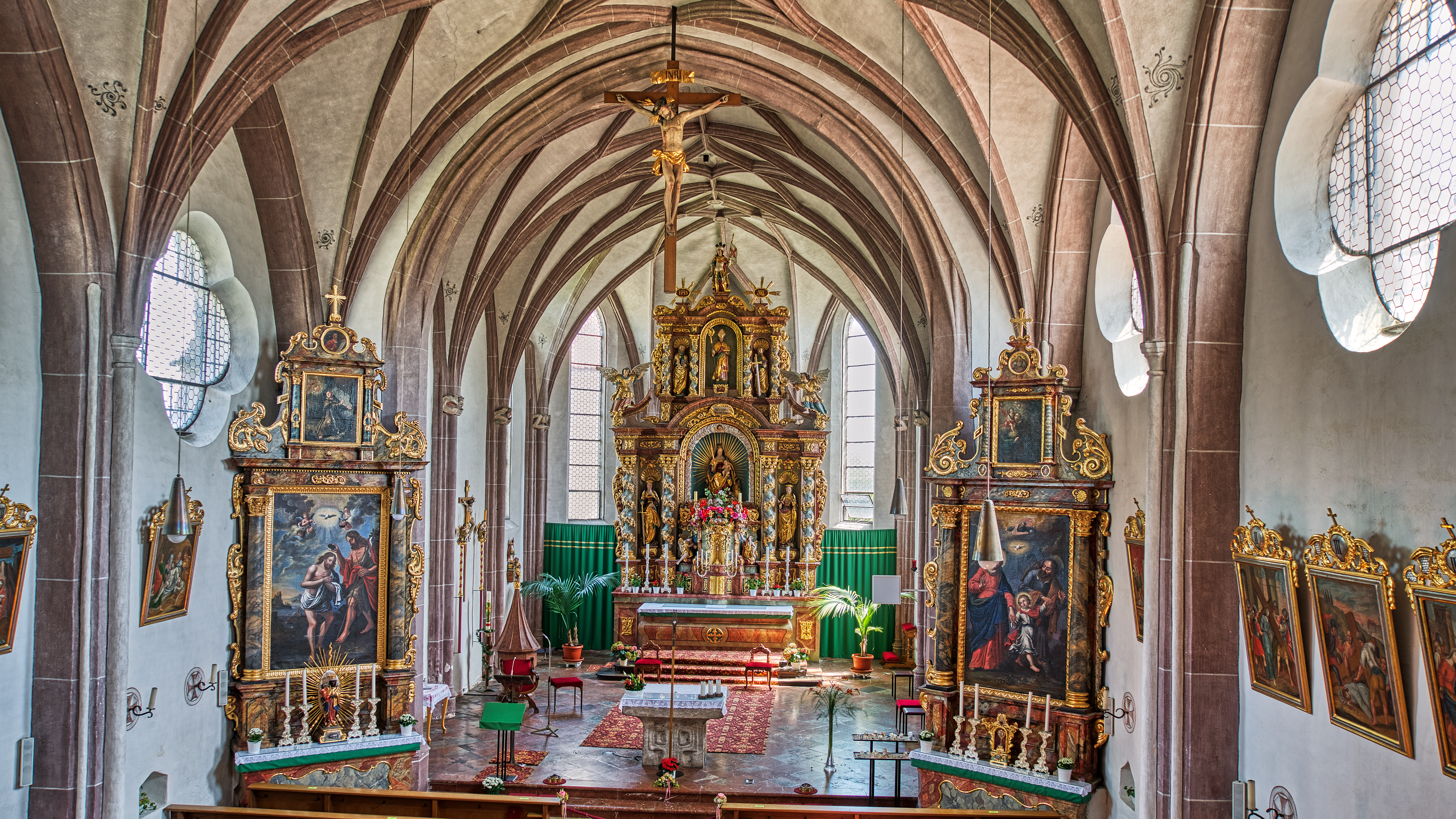
Innenraum von der Empore

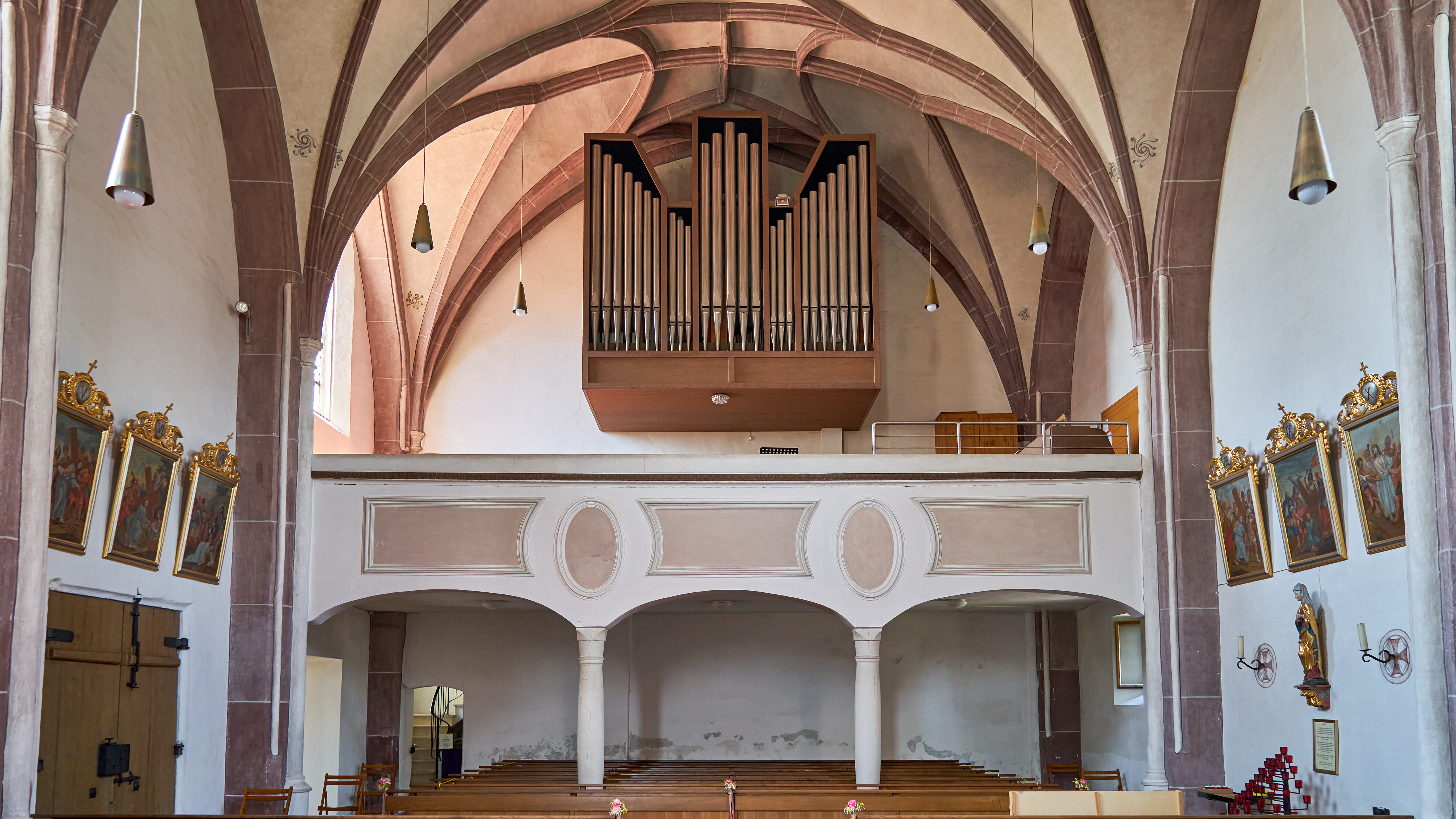
Innenansicht nach Westen

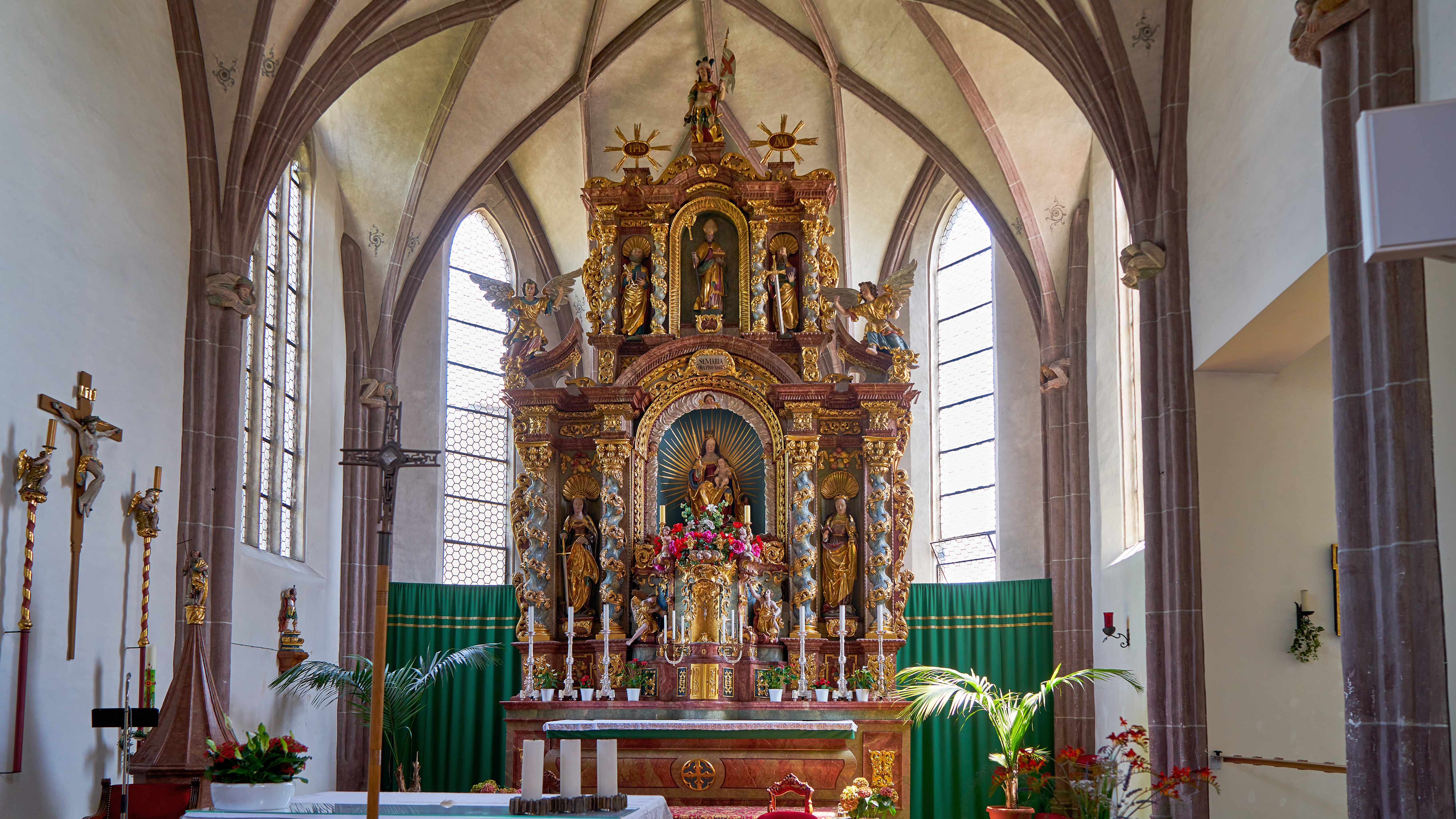
Hochaltar

Die römisch-katholische Pfarrkirche Mariä Himmelfahrt ist eine spätgotische Saalkirche in Kirchdorf am Inn im niederbayerischen Landkreis Rottal-Inn. Sie gehört zur Kirchengemeinde Mariä Himmelfahrt Kirchdorf am Inn im Dekanat Simbach im Bistum Passau.

## Geschichte
Die um 1500 erbaute Kirche zählt zu den bedeutendsten spätgotischen Kirchen der Region. Es ist anzunehmen, dass Fachleute der Bauhütte in Braunau am Inn (möglicherweise Wolfgang Wiser) am Bau beteiligt waren, worauf originelle Details der Außengliederung und der Gewölbefiguren hindeuten.
Der Bau der Kirche wurde von einer Bruderschaft der Schiffer gefördert. In den Jahren 1971–1973 erfolgte eine Restaurierung, bei der Anbauten auf der Südseite hinzugefügt wurden.

## Architektur

### Äußeres
Ein durchlaufendes Dach schließt Chor und Schiff gemeinsam ab. Die Nordseite wurde wie die Westgiebelmauer aus Tuffsteinquadern, die Südseite aus verputztem Backsteinmauerwerk errichtet. Das ganze Bauwerk ist mit Strebepfeilern versehen. Ein sorgfältig gearbeiteter Wasserschlag und ein Sohlbankgesims am Chor gliedern das Bauwerk. Auffällig ist die Schmuckform durchgesteckter Stabprofile. Der Westturm ist aus der Achse nach Süden gerückt, vollständig verputzt und wurde mehrfach verändert. Die Anbauten auf der Südseite (Vorzeichen, Sakristei und Chorseitenkapelle) wurden bei der Restaurierung hinzugefügt. Das innere Südportal ist spitzbogig mit reich profiliertem Tuffsteingewände, ähnlich wie in der Kirche von Erlach, ausgeführt.

### Inneres
Das Innere ist harmonisch proportioniert und zeigt die saalartige Raumvereinheitlichung, die in der Spätgotik und besonders in dieser Region vollzogen wurde. Das vierjochige Schiff ist mit spitz überwölbten Wandpfeilern versehen. Der nur wenig eingezogene Chor ist in zwei Joche mit Fünfachtelschluss gegliedert. Beide Raumteile besitzen flache Schildbogenstellungen und jeweils ein annähernd tonnenförmiges Netzrippengewölbe, dessen kunstvolle Rippenfiguren auf Wiser hinweisen. Besonders typisch ist die Verwendung von Bogenrippen, die im Schiff eine fließende Bewegung in der Mittelachse bewirken, die durch den Wechsel gegenständiger Bögen und durch gewundene Kreuzungen erreicht wird.
Im Chorgewölbe sind die Rippensterne ähnlich wie im Mittelschiff der Stadtpfarrkirche von Braunau am Inn durch gekurvte Zwischenrippen optisch flexibel gestaltet. Nur im Chorschluss sind vier kleine tellerförmige Schlusssteine angebracht.
Die halbrunden Vorlagen der Dienste sind im Schiff mit polygonalen Kapitellen versehen, im Chor mit rustikalen Büsten von Propheten. Die meisten Fenster sind schlicht spitzbogig oder wurden teilweise später in Vierpassform umgestaltet. Die Westempore stammt aus der Zeit der Wende vom 18. zum 19. Jahrhundert.
Die farbige Fassung des Raumes wurde bei der letzten Restaurierung rekonstruiert und betont die Gliederungen in bräunlich-violetter Quaderung auf weißem Grund. Die Sakristeitür ist mit reichen spätgotischen Beschlägen ausgestattet.

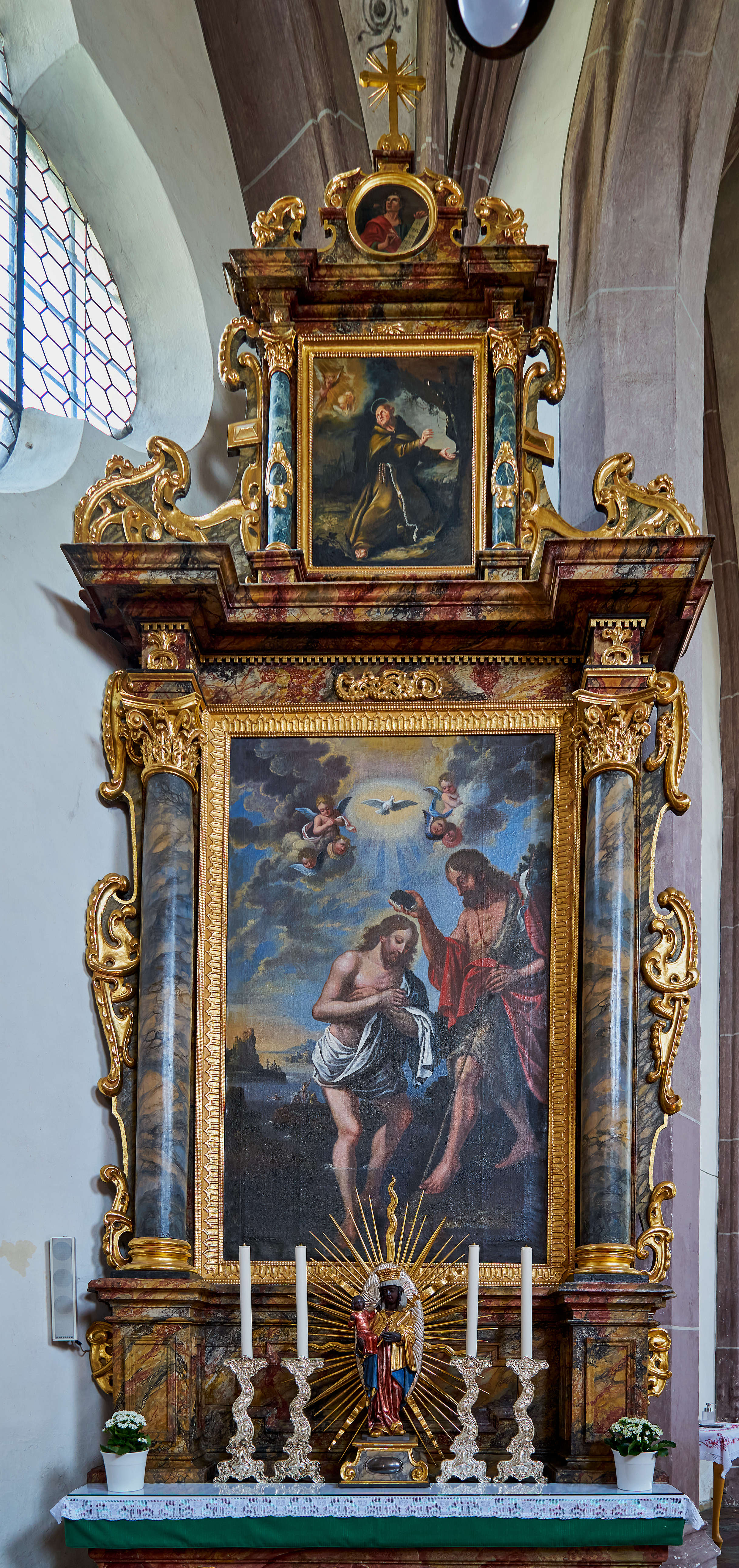
Linker Seitenaltar

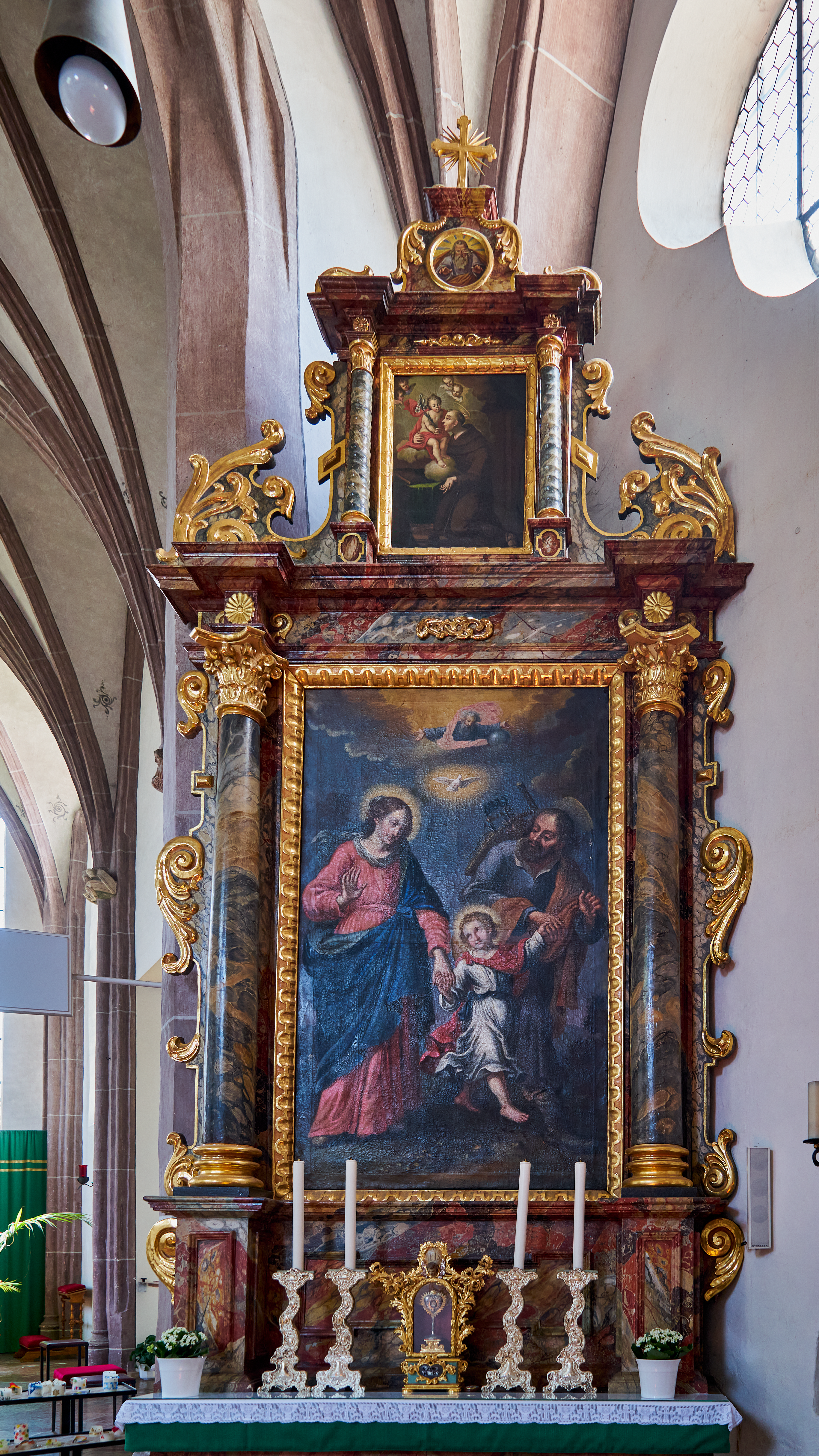
Rechter Seitenaltar

## Ausstattung
Der Hochaltar ist ein Werk vom Schärdinger Schreiner Stephan Tabor aus dem Jahr 1689. Das prachtvolle, flächige Barockretabel ist in zwei dreiteilige, ähnlich gestaltete Geschosse gegliedert, die mit gedrehten, umrankten Säulen sowie Gebälk und Wangen aus Akanthuswerk versehen sind. Die Schnitzfiguren stammen überwiegend aus spätgotischer Zeit und wurden später neu gefasst. In der Hauptnische ist eine wertvolle Sitzfigur der Muttergottes aufgestellt, deren reiches Gewand von zwei Engeln gerafft wird. In den seitlichen Nischen sind Standfiguren der Heiligen Barbara und Katharina angeordnet, die aus demselben ehemaligen Altar stammen. Die Seitenfiguren des Altarauszugs stellen die Apostel Peter und Paul dar. Die Mittelfigur aus dem 17. Jahrhundert zeigt den heiligen Nikolaus. Die Engel auf den Giebeln wurden 1689 von Sebastian Hagenauer aus Schärding geschaffen.
Die Seitenaltäre aus der Mitte des 17. Jahrhunderts sind flache, als Pendants gearbeitete Retabel mit Knorpelwerkverzierungen. Die Gemälde zeigen die Heilige Familie und die Taufe Christi. Zwei dazugehörige Fastentücher von 1625 zeigen die Sieben Schmerzen der Maria und eine Ecce-homo-Darstellung, die in der Seitenkapelle ausgestellt sind.
Der Taufstein von 1530 ist ein zwölfseitiges Rotmarmorbecken. Der zugehörige Holzdeckel in Form eines hohen polygonalen Zeltdachs wird von einer Holzstatuette Johannes des Täufers bekrönt. Die Orgel ist ein Werk von Michael Weise aus dem Jahr 1973 mit 17 Registern auf zwei Manualen und Pedal.